# コロンビア (自転車チーム)
コロンビア (Colombia) は、コロンビア共和国の自転車ロードレースチーム。2012年から2015年まで存在したプロフェッショナルコンチネンタルチームである。イタリア北部のアドロに拠点を置き、コロンビアのスポーツ省の後援を受けて活動していたが、後援の継続困難を理由に2015年10月に活動休止が発表された。

## 概要
2012年に創設され、イタリア人のクラウディオ・コルティをゼネラルマネージャーに活動していた。2012年2月、イタリアの自転車プロロードレースであるティレーノ〜アドリアティコ、ミラノ〜サンレモ、ジロ・ディ・ロンバルディアに出場したのを皮切りに、翌2013年にはジロ・デ・イタリア 2013にも出場している。2014年のジロ・デ・イタリア 2014では、同年にコロンビアのマグダレーナ県・フンダシオンで発生したフンダシオンバス火災事故の犠牲者を悼み、第10ステージでは所属選手たちが円形章を着用して臨んだ。2015年には初めてスペインのブエルタ・ア・エスパーニャ2015に参加。さらに同年8月10日には、チームで活躍してきたカノ、クィンテロ、アビラの3名がアメリカ合衆国・バージニア州リッチモンドで開催される世界選手権自転車競技大会ロードレース2015にコロンビアのナショナルチームのメンバーとして選出されることが発表された。
2015年、主要スポンサーであるコロンビア国立スポーツ協会（コルデポルテス）からの年間4億円の支援が遅滞し、チームの活動が休止せざるを得ない状態にあることがゼネラルマネージャーのコルティから発表された。同協会は2016年にブラジルで開催されるリオオリンピックに出資を集中させるためだとしており、2016年分の出資を打ち切ることを正式に決定。協会の最終決定が遅れたためコロンビアは2016年の国際自転車競技連合 (UCI) の団体の登録申請期間に間に合わず、2015年をもって活動を休止することが決定した。コルティは2017年の復帰を目指しているとされる。

## 所属選手
2015年1月31日現在の所属選手を掲げた。
| 選手名                           | 国籍       | 生年月日               |
| -------------------------------- | ---------- | ---------------------- |
| エドウィン・アビラ               | コロンビア | 1989年12月21日（35歳） |
| アレックス・カノ                 | コロンビア | 1983年3月13日（41歳）  |
| カミロ・カスティブランコ         | コロンビア | 1988年11月24日（36歳） |
| エドワルド・ディアス             | コロンビア | 1994年8月19日（30歳）  |
| ファビオ・ドゥアルテ             | コロンビア | 1986年6月11日（38歳）  |
| レオナルド・ドゥケ               | コロンビア | 1980年4月10日（44歳）  |
| ダニエル・フェリペ・マルティネス | コロンビア | 1996年4月25日（28歳）  |
| フアン・セバスティアン・モラノ   | コロンビア | 1994年4月11日（30歳）  |
| ダルウィン・パントハ             | コロンビア | 1990年9月25日（34歳）  |
| ホナタン・パレデス               | コロンビア | 1983年3月13日（41歳）  |
| ワルテル・ペドラサ               | コロンビア | 1989年4月4日（35歳）   |
| カルロス・キンテロ               | コロンビア | 1986年3月5日（39歳）   |
| ブライアン・ラミレス             | コロンビア | 1992年11月20日（32歳） |
| カルロス・ラミレス               | コロンビア | 1994年10月26日（30歳） |
| ミゲル・アンヘル・ルビアーノ     | コロンビア | 1984年10月3日（40歳）  |
| カイエタノ・サルミエント         | コロンビア | 1987年3月28日（37歳）  |
| ロドルフォ・トーレス             | コロンビア | 1987年3月21日（37歳）  |
| フアン・パブロ・ヴァレンシア     | コロンビア | 1988年5月2日（36歳）   |

## 主な成績
2012年
- 区間1位（ジロ・デル・トレンティーノ 2012 第4ステージ） - ダルウィン・アタプマ
- 区間1位（ブエルタ・ア・コロンビア（スペイン語版） プロローグ） - ファビオ・ドゥアルテ
- 区間1位（ブエルタ・ア・コロンビア 第5ステージ） - フアン・パブロ・フォレロ（スペイン語版）
- 区間1位（ブエルタ・ア・ブルゴス 第5ステージ） - エステバン・チャベス
- 総合1位（グラン・プレミオ・チッタ・ディ・カマイオーレ - エステバン・チャベス
- 総合1位（コッパ・サバティーニ） - ファビオ・ドゥアルテ

2013年
- 区間1位（ツール・ド・ポローニュ2013 第6ステージ） - ダルウィン・アタプマ
- 区間1位（ツール・ド・レン 第1ステージ） - レオナルド・ドゥケ
- 総合1位（グラン・プレミオ・ブルーノ・ベゲッリ） - レオナルド・ドゥケ

2014年
- 区間1位（ツール・ド・ランカウイ 第1ステージ） - ドゥベル・キンテロ（スペイン語版）
- 総合1位（コロンビア・ナショナルロードレース・チャンピオンシップ（英語版） - ミゲル・アンヘル・ルビアーノ
- 区間1位（ブエルタ・ア・コロンビア 第2ステージ） - ジェフリー・ロメロ（スペイン語版）